# Henry Laurens Mitchell
Henry Laurens Mitchell (Birmingham, 3 settembre 1831 – Tampa, 14 ottobre 1903) è stato un politico statunitense. Fu il 16º governatore della Florida dal 1893 al 1897.